# Sandefjordsfjorden
59°6′34.351″N 10°13′40.541″Ø / 59.10954194°N 10.22792806°Ø
Sandefjordsfjorden er en omtrent 9 km lang fjord i Sandefjord kommune i Vestfold og Telemark fylke i Norge. Den ligger vest for Vesterøya. Inderst i fjorden ligger byen Sandefjord.
Indløbet til fjorden er mellem Holtskjæra i øst og Kjerringholmene i vest, og i den ydre del af fjorden grænser den til Larvik kommune i vest.
Af vige og bugter i fjorden finder man Folehavna, Håkarvika, Rørvika, Slottsvika og Korsvika.
I 2006 var der en diskussion i byen om man skulle skære navnet til så den kun hed «Sandefjorden» da en politiker synes det bled lidt dobbeltkonfekt med Sandefjordsfjorden. Men der blev ikke skiftet navn så fjorden har endnu sit oprindelige navn. [kilde mangler]